# TUBE 25th Summer
『25th Summer』（トゥエンティースファイブ・サマー）は、TUBEのDVD BOX。2011年4月13日発売。

## 概要
- TUBEがデビュー25周年を迎える2010年に行ったのSeaside Vibrationのツアーのライブ映像と、2010年の1年間の活動の舞台裏に密着したドキュメント映像をDVD4枚に収録。
- BD収録盤は、DVDと同じ内容で、3枚に収録されている。
- - DVD BOX -完全生産限定盤と、Blu-ray完全生産限定盤と区分される。

## 収録曲

### Disc 1
1. ふじさわ観光親善大使 委嘱式
2. Live Around 2010 Seaside Vibration 記者発表
3. アルバム「Surprise!」レコーディング
4. Seaside Vibration リハーサル
5. シングル「灼熱らぶ」Video Clip撮影
6. Seaside Vibration ドキュメント1 ~鵠沼海岸(神奈川)~
7. 涙のハーバーライト
8. 夏だね|俺達ゃBuddy|BECAUSE I LOVE YOU
9. Seaside Vibration ドキュメント2 ~シーサイドももち海浜公園(福岡)~
10. 情熱
11. 湘南盆踊り
12. BEAUTIFUL WORLD|SUMMER DREAM
13. Seaside Vibration ドキュメント3 ~蒲郡大塚海浜緑地(愛知)~
14. みんなのうみ
15. Seaside Vibration
16. Seaside Vibration ドキュメント4 ~タルイサザンビーチ(大阪)~

### Disc 2
1. 灼熱らぶ
2. 太陽のサプライズ|Face the big wave
3. Beach Time|シーズン・イン・ザ・サン
4. 湘南My Love
5. Seaside Vibration ドキュメント5 ~おたるドリームビーチ(北海道)~
6. 海開き・寄贈式典&ビーチハウス「Surprise!」オープン&春畑道哉アルバム「Surprise!」宣伝大使
7. Live Around Special 2010 -Surprise!- リハーサル1
8. Live Around Special 2010 -Surprise!- リハーサル2
9. 横浜スタジアムドキュメント
10. 阪神甲子園球場ドキュメント

### Disc 3
1. Opening
2. SUMMER DREAM
3. シーズン・イン・ザ・サン
4. 灼熱らぶ
5. 夏を待ちきれなくて
6. ガラスのメモリーズ
7. だって夏じゃない
8. -花火-
9. 虹になりたい
10. Lady September
11. 絆
12. 君となら
13. 風の街で
14. 愛はカーニバル
15. I’ll Be Your Love Shower
16. ジラされて熱帯
17. 傷だらけのhero
18. Shaping Up Your Heart In The Summer Breeze
19. You'll be the champion
20. 涙を虹に
21. Hot Night

### Disc 4
1. 恋してムーチョ feat.エイジア エンジニア
2. 海の家
3. あー夏休み
4. 太陽のサプライズ
5. Smile
6. 最後のLove Song